# 율리아 라우토바
율리아 라우토바(독일어: Julia Lautowa, 러시아어: Юлия Лаутова 율리야 라우토바[*], 1981년 10월 5일 - )는 러시아 모스크바출신의 오스트리아 여자 피겨 스케이팅선수이다. 1998년 나가노 올림픽 여자 싱글 오스트리아 대표로 출전했다. 남편은 토리노 올림픽 아이스댄스 금메달리스트인 로만 코스트마로프이다.

## 약력
모스크바에서 태어나 4살때 스케이트를 시작했다. 12살에 모스크바에서 오스트리아의 빈으로 이주했고 이후에는 오스트리아 대표 선수로 활동했다. 1993 - 1994년 시즌의 세계 주니어 선수권에 처음 출장해서 15위를 얻었다. 1994 - 1995년 시즌에는 세계 주니어 선수권, 씨니어클래스인 세계 선수권 및 유럽 선수권에 출전했다.
1996년에는 오스트리아 국적을 취득하고, 1996 - 1997년 시즌인 ISU 그랑프리 시리즈에 참가하고, 러시아컵에서 2위를 차지했다. 같은 시즌에선 세계 주니어 선수권에도 출선하고 6위를 입상했다. 시니어클래스인 세계선수권에서도 8위를 차지했다. 1998년 나가노 올림픽에선 쇼트 프로그램에서 21위로 크게 뒤처졌다. 프리 스케이팅에선 14위에 머물렀다. 2003 - 2004년 시즌을 마지막으로 은퇴했다. 2004년에 러시아의 아이스댄스선수인 로만 코스트로마로프와 결혼했다.